# Trauungsmesse

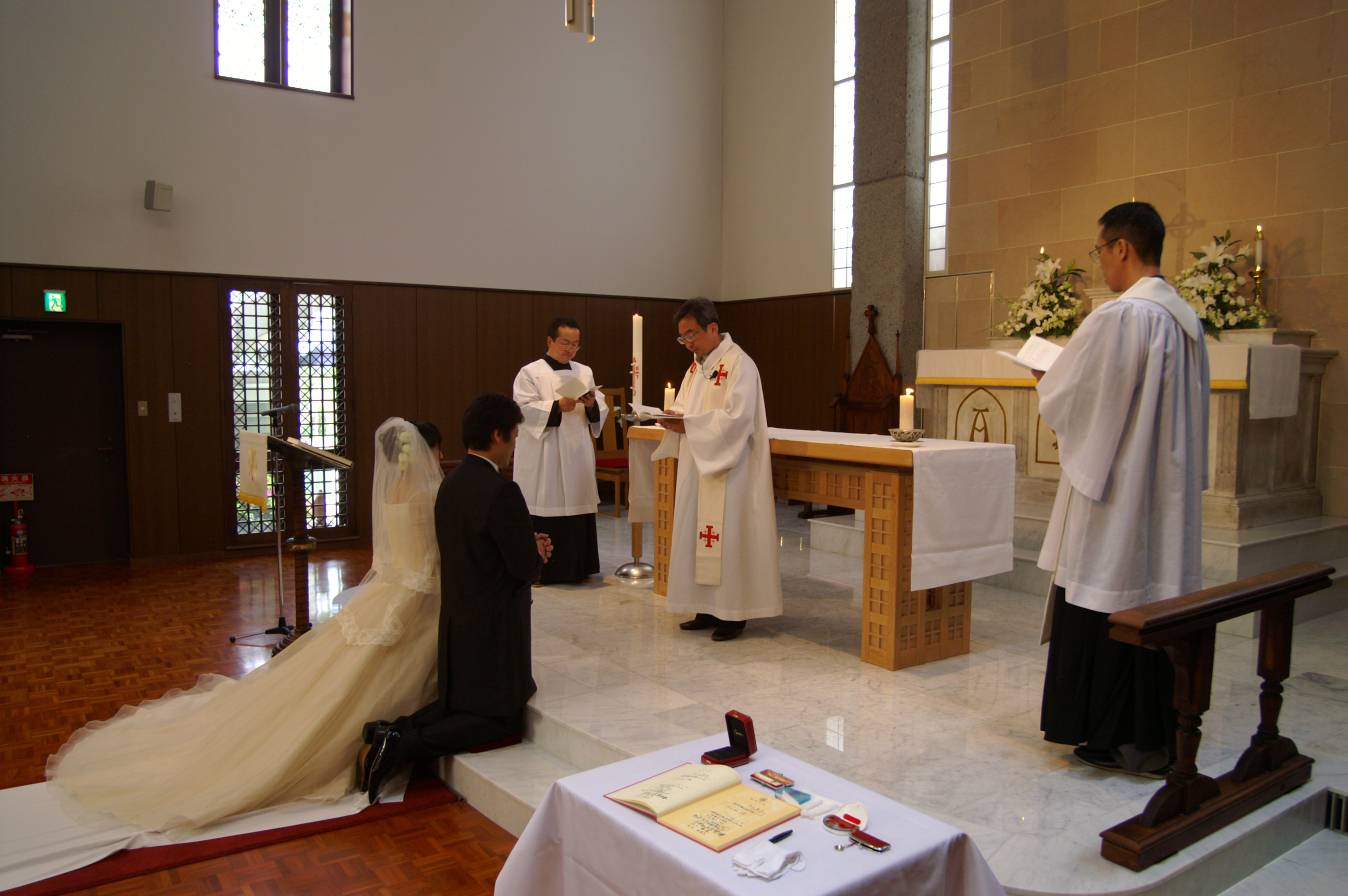
Trauungsmesse in Kyoto

Eine Trauungsmesse, früher auch Brautmesse oder Brautamt genannt, ist in der katholischen Kirche eine heilige Messe, in der die kirchliche Trauung und damit das Sakrament der Ehe gefeiert wird.

## Grundverständnis
Der christliche Ehebund, den die Brautleute unter sich als Gemeinschaft des ganzen Lebens begründen, ist nach Lehre der katholischen Kirche ein Sakrament. In der Trauungsmesse erklären sie vor der Kirche ihren Ehewillen. Wegen des inneren Zusammenhangs aller Sakramente mit dem österlichen Pascha-Mysterium wird die Trauung normalerweise in der heiligen Messe gefeiert.

## Messform
Die Trauungsmesse entspricht im Verlauf weitgehend der Feier der Gemeindemesse. Nach dem Evangelium und der Homilie befragt der Priester die Brautleute. Dabei erklären die Brautleute ihren Ehewillen. Mit dem öffentlichen Ja-Wort vor dem Geistlichen und den Trauzeugen ist die Ehe geschlossen. Sie wird mit der Unterschrift der Trauzeugen im Kirchenbuch registriert. Wenn die Ehe auch sexuell vollzogen ist (consummatio), ist sie unauflöslich.
In der Trauungsmesse bringen oft die Brautleute die Gaben zur Gabenbereitung. Sie empfangen die Kommunion unter beiderlei Gestalt.

## Alternativen
Die Trauung kann auch im Rahmen einer Wort-Gottes-Feier (früher: Wortgottesdienst) stattfinden. In einem Wortgottesdienst schließen die Brautleute ihre Ehe unter Assistenz eines Priesters, Diakons oder, wo Priester und Diakone fehlen, eines beauftragten geeigneten Laien. Die Anwesenheit von zwei Zeugen ist immer erforderlich, die der vorgenannten Kleriker oder Laien in Ausnahmefällen jedoch nicht.
Mit Erlaubnis des Ortsordinarius (des zuständigen Bischofs) oder des Pfarrers kann eine Ehe statt in der Pfarrkirche in einer anderen Kirche oder Kapelle geschlossen werden. Auch ist mit Erlaubnis des Bischofs eine Eheschließung an einem anderen passenden Ort möglich.
Die Ehe kann bei Vorliegen der Voraussetzungen auch begründet sein durch die Ehewillenserklärung in einer nichtkatholischen Kirche oder auf dem Standesamt.

## Sonstiges
Sowohl in der Trauungsmesse als auch im Wortgottesdienst sind folgende Regelungen möglich:
- Zum Einzug in die Kirche kann der liturgische Dienst (der Priester oder der Diakon mit den Ministranten) das Brautpaar am Portal der Kirche begrüßen und das Brautpaar durch die Besprengung mit Weihwasser segnen.
- Die Texte der Lesung, des Evangeliums und der Predigt sind auf die Feier der Trauung bezogen. (An liturgischen Hochfesten sind jedoch auch für Trauungsmessen die liturgischen Texte des Festes vorgeschrieben.)
- Nach der Predigt folgt der Trauritus, bei dem auch ggf. vorhandene Eheringe gesegnet werden. Der Akt der Trauung wird in der Regel mit einem Lied abgeschlossen.
- Anschließend werden die Fürbitten vorgetragen, die inhaltlich auf den Anlass abgestimmt sein können.
- Der Segen wird in feierlicher Form dem Brautpaar gespendet.

An den Kartagen Karfreitag und Karsamstag ist eine kirchliche Trauung ausgeschlossen; in der Fastenzeit und im Advent muss sie wegen des Bußcharakters der geschlossenen Zeiten in der Ausgestaltung schlicht gehalten sein.